# Front (Włochy)
Front – miejscowość i gmina we Włoszech, w regionie Piemont, w prowincji Turyn.
Według danych na rok 2004 gminę zamieszkiwało 1626 osób, 162,6 os./km².